# Clovia diffusipennis
Clovia diffusipennis är en insektsart som beskrevs av Jacobi 1944. Clovia diffusipennis ingår i släktet Clovia och familjen spottstritar. Inga underarter finns listade i Catalogue of Life.